# Župna crkva sv. Maksimilijana Kolbea u Zagrebu
Župna crkva sv. Maksimilijana Kolbea katolička je crkva koja se nalazi u gradskoj četvrti Črnomerec u zagrebačkom naselju Bijenik. Crkva je sagrađena 1993. godine, a iste godine u lipnju ju je blagoslovio zagrebački nadbiskup kardinal Franjo Kuharić.

## Povijest i arhitektura
Crkva je izgrađena po projektu arhitekta Stjepana Krajača iz 1983. godine. Radi se o manjoj liturgijskoj građevini koja se nalazi u predjelu rahle izgradnje obiteljskih kuća. Ovaj sakrani objekt svojim oblikovanjem ne sugerira sakralno-liturgijski sadržaj. Pred crkvom nije formiran javni trg. U liturgijski se prostor pristupa stubištem, te je ulaz na razini prvoga kata.
Župna crkva sv. Maksimilijana Kolbea manja je građevina longitudinalne tlocrtne sheme s apsidom. Apsida je interpretirana u staklenoj opeci. U prostoru apside nalazi se prezbiterij koji je izdignut od razine vjernika. U središu prezbiterija je oltar. Iza oltara je uza zid prislonjeno sveohranište. Dosno od olatara se nalazi ambon. Iznad ulaza se nalazi kor s pjevalištem.
Postaje križnog puta raspoređene su po zidovima prostora vjernika.

## Galerija
- Pogled na oltar i apsidu
- Pogled na prezbiterij s ulaza
- Unutrašnjost crkve
- Pogled s oltara
- Unutrašnjost crkve, skulpture
- Križ iznad ulaza u crkvu